# 東京15区

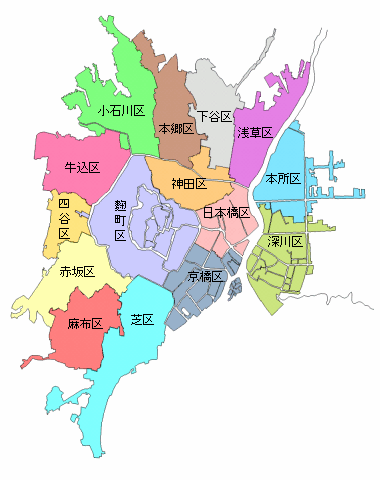
1878年（明治11年）の郡区町村編制法によって設置された東京15区

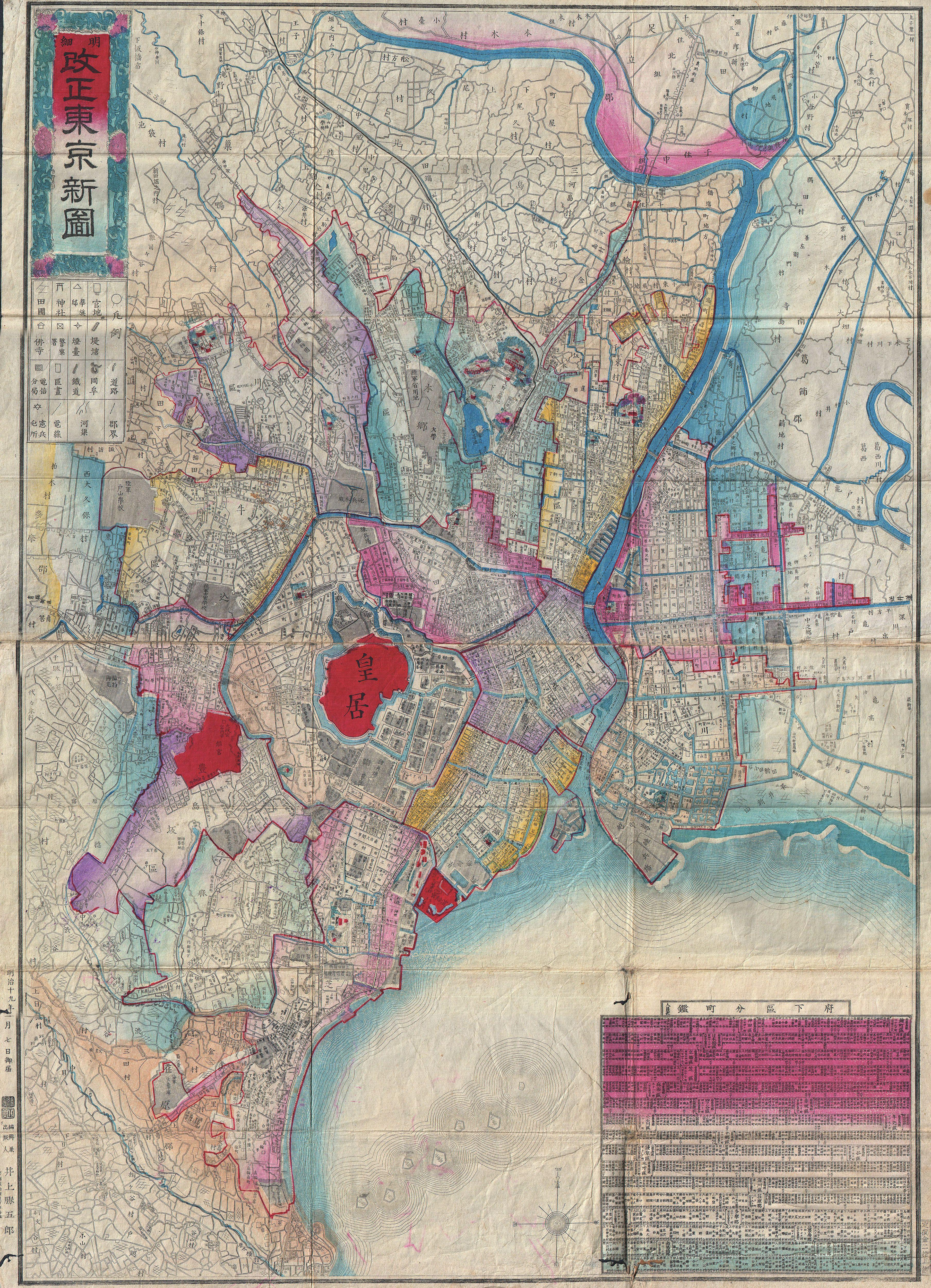
1886年（明治19年）の東京15区の地図。各区は色で縁取られている

東京15区（とうきょう15く）は、郡区町村編制法における東京府の区、市制における東京市の行政区の一部（市域拡張前は全部）、東京都制における東京都の行政区の一部であった15区の総称。郡区町村編制法施行時と市制施行時で範囲に差異がある。市域拡張によって20区が新設されて東京35区となってからは旧市域とも呼ばれた。
麹町区、神田区、日本橋区、京橋区、芝区、麻布区、赤坂区、四谷区、牛込区、小石川区、本郷区、下谷区、浅草区、本所区、深川区の15区を指す。
この配置順は皇居のある麹町区を起点に、「の」の字型を描くように指定されたものであり、公式には必ずこの順番で並べられた。また近郊6郡についても、荏原郡、南豊島郡、東多摩郡（1896年に南豊島郡・東多摩郡は豊多摩郡に統合）、北豊島郡、南足立郡、南葛飾郡と西南から時計回りで東南に弧を描くように配された。参考として、フランスの首都・パリにおける1区から20区までの順序も中心から時計回りの渦巻きを描く点で、東京15区の順序と同様である。

## 歴史
1872年1月8日（明治4年11月28日）に東京市街に6大区を設置した大区小区制は定着せず、1878年（明治11年）11月2日に東京府において郡区町村編制法が施行された際に15区が設置された。当初の範囲は旧朱引内であり、且つ墨引（江戸においては町奉行管轄の地）の土地であった（「明治11年（1878年）の15区」の節参照）。
1889年（明治22年）4月1日の市制・町村制施行の際に一部の区の範囲に変更が加えられ、拡大しつつも一部は府下6郡の各町村に合併されることとなった。このときの範囲が東京市の発足時の範囲であり、15区は東京市の行政区へ移行した（「明治22年（1889年）の15区」の節参照）。
1932年（昭和7年）10月1日に東京市は周辺町村を編入して20区を新設し、いわゆる大東京市、東京35区となった。以降、発足時の15区を旧市域、新設の20区を新市域と呼び分けることもあった。1943年（昭和18年）7月1日の東京都制施行によって東京府と東京市が廃止されて東京都の行政区となった。
1947年（昭和22年）3月15日に発足時の15区の全てと新設の20区のうち9区が11区に再編されて東京22区となった。発足時の15区は新設の20区のうち淀橋区、向島区、城東区の3区とともに千代田区、中央区、港区、新宿区、文京区、台東区、墨田区、江東区の8区に再編された（詳細は東京市#区の変遷一覧を参照）。
発足時から続いた区の名称はひとつも継承されなかったが、例えば、現在の千代田区に麹町税務署と神田税務署、中央区に日本橋税務署と京橋税務署、文京区に小石川税務署と本郷税務署といったように、官公庁の施設名とその管轄区域に15区の名残が見られる。

## 明治11年（1878年）の15区

### 麹町区
- 宮城（きゅうじょう。現千代田）
- 祝田町、宝田町、元千代田町（現皇居外苑）
- 竹平町（現一ツ橋一丁目）
- 大手町一丁目、道三町、永楽町二丁目（現大手町、丸の内）
- 大手町二丁目、神田橋内元衛町、銭瓶町（現大手町）
- 永楽町一丁目、八重洲町一丁目、八重洲町二丁目（現丸の内）
- 有楽町一丁目、有楽町二丁目（現丸の内、有楽町）
- 有楽町三丁目（現有楽町）
- 内幸町一丁目、内山下町一丁目（現内幸町）
- 内山下町二丁目（現日比谷公園）
- 内幸町二丁目、霞ヶ関一丁目、霞ヶ関二丁目、裏霞ヶ関、外桜田町（現霞が関）
- 西日比谷町（現日比谷公園、霞が関）
- 永田町二丁目（現永田町）
- 永田町一丁目（現永田町、ごく一部のみ平河町）
- 三年町（現霞が関、永田町）
- 麹町平河町一丁目、麹町平河町二丁目、麹町平河町三丁目、麹町平河町四丁目、麹町平河町六丁目、元平河町（現平河町）
- 麹町平河町五丁目（現平河町、ごく一部のみ永田町）
- 麹町隼町（現隼町、ごく一部のみ永田町、平河町）
- 麹町一丁目、麹町二丁目、麹町三丁目、麹町四丁目、麹町五丁目、麹町六丁目、麹町七丁目、麹町八丁目、麹町九丁目、麹町十丁目、麹町山元町一丁目、麹町山本町二丁目、麹町山本町三丁目、麹町元園町二丁目（現麹町）
- 麹町十一丁目、麹町十二丁目、麹町十三丁目（現新宿区四谷）
- 麹町紀尾井町（現紀尾井町、麹町）
- 麹町元園町一丁目（現麹町、一番町）
- 五番町、上二番町（現一番町）
- 下二番町（現二番町）
- 一番町、上六番町（現三番町）
- 中六番町（現四番町）
- 土手三番町（現五番町）
- 三番町（現九段南、九段北）
- 下六番町（現六番町）
- 飯田町一丁目、富士見町一丁目、富士見町二丁目、富士見町三丁目（現九段南）
- 飯田町二丁目、四番町（現九段北）
- 富士見町四丁目、富士見町五丁目, 富士見町六丁目（現富士見）
- 飯田町三丁目、飯田町六丁目（現富士見、飯田橋）
- 飯田町四丁目（現九段北、飯田橋）
- 飯田町五丁目（現飯田橋）

### 神田区
- 旭町
- 神田蝋燭町
- 三河町一～四丁目
- 皆川町
- 鎌倉町
- 神田松下町
- 千代田町
- 新三河町
- 美土代町一～四丁目
- 四軒町
- 永富町
- 神田佐柄木町
- 神田新銀町
- 神田関口町
- 雉子町
- 神田竪大工町
- 新石町
- 神田多町一～二丁目
- 神田鍛冶町
- 神田黒門町
- 神田鍋町
- 神田鍋町西横町
- 神田鍋町北横町
- 神田東鍋町
- 神田相生町
- 神田淡路町一～二丁目
- 小川町
- 神田和泉町
- 岩本町
- 東今川町
- 西今川町
- 東福田町
- 西福田町
- 神田材木町
- 東紺屋町
- 神田松枝町

- 元岩井町
- 神田大和町
- 豊島町一～三丁目
- 東龍閑町
- 神田錦町一～三丁目
- 表神保町
- 猿楽町一～三丁目
- 南乗物町
- 神田塗師町
- 神田鍛冶町
- 神田上白壁町
- 神田紺屋町
- 神田下白壁町
- 松田町
- 北乗物町
- 神田紺屋町
- 神田佐久間町一～四丁目
- 裏神保町
- 北神保町
- 中猿楽町
- 南神保町
- 一ツ橋通町
- 今川小路一～三丁目
- 神田小柳町
- 須田町
- 通新石町
- 連雀町
- 神田平永町
- 神田元柳原町
- 神田柳町
- 駿河台北甲賀町
- 駿河台袋町
- 駿河台鈴木町
- 駿河台西紅梅町
- 駿河台袋町
- 裏猿楽町

- 神田富山町
- 神田永井町
- 東松下町
- 神田松永町
- 美倉町
- 神田仲町一～二丁目
- 神田旅籠町一～三丁目
- 神田花房町
- 神田御幸町
- 神田同朋町
- 湯島横町
- 神田台所町
- 神田宮本町
- 金澤町
- 神田末広町
- 田代町
- 神田松富町
- 神田山本町
- 神田亀住町
- 神田栄町
- 神田元佐久間町
- 神田五軒町
- 西小川町一～二丁目
- 江川町
- 橋本町一～三丁目
- 神田富松町
- 神田久右衛門町
- 東龍閑町
- 神田餌鳥町
- 神田元久右衛門町一～二丁目
- 神田八名川町
- 駿河台南甲賀町
- 駿河台東紅梅町
- 三崎町一～三丁目
- 火除地（後の花岡町）

### 日本橋区
- 本銀町一丁目、本石町一丁目、本町一丁目、本両替町、北鞘町（現日本橋本石町）
- 本銀町二丁目、本石町二丁目、本町二丁目、本石町十軒店、室町一丁目、室町二丁目、室町三丁目、駿河町、品川町、品川町裏河岸（現日本橋室町）
- 本銀町四丁目、本石町四丁目、本町四丁目、岩附町、長浜町、大伝馬一丁目、大伝馬塩町、鉄砲町、堀留町一丁目（現日本橋本町）
- 伊勢町（現日本橋本町、ごく一部のみ日本橋室町）
- 本革屋町、金吹町（現日本橋本石町、日本橋室町）
- 本銀町三丁目、本石町三丁目、本町三丁目、瀬戸物町、本小田原町、安針町、本船町（現日本橋室町、日本橋本町）
- 小船町一丁目、小船町二丁目、小船町三丁目、堀江町一丁目、堀江町二丁目、堀江町三丁目（現日本橋小舟町）
- 堀江町四丁目、小網町一丁目、小網町二丁目、小網町三丁目、小網町四丁目、小網町仲町（現日本橋小網町）
- 箱崎町一丁目、箱崎町二丁目、箱崎町三丁目、箱崎町四丁目、北新堀町（現日本橋箱崎町）
- 元大坂町、芳町、葺屋町、堺町、新和泉町、住吉町、松島町（現日本橋人形町）
- 蛎殻町一丁目、蛎殻町二丁目、蛎殻町三丁目（現日本橋蛎殻町、ごく一部のみ日本橋人形町）
- 新葭町（現日本橋小網町、日本橋人形町）
- 久松町（現日本橋久松町、日本橋浜町）
- 高砂町、富沢町、弥生町、新大坂町（現日本橋富沢町）
- 浪花町（現日本橋人形町、日本橋富沢町）
- 岩代町、新乗物町、長谷川町、新材木町、堀留町二丁目、堀留町三丁目（現日本橋堀留町）
- 大伝馬二丁目（現日本橋大伝馬町、ごく一部のみ日本橋小伝馬町）
- 通旅籠町（現日本橋大伝馬町、ごく一部のみ日本橋堀留町）
- 通油町、田所町（現日本橋大伝馬町）
- 元浜町（現日本橋富沢町、日本橋大伝馬町）
- 小伝馬町一丁目、小伝馬町二丁目、小伝馬町三丁目、小伝馬上町、亀井町（現日本橋小伝馬町）
- 亀井町（現日本橋小伝馬町、ごく一部のみ千代田区岩本町）
- 馬喰町一丁目、馬喰町二丁目、馬喰町三丁目、馬喰町四丁目（現日本橋馬喰町）
- 通塩町、横山町一丁目（現日本橋横山町）
- 横山町二丁目、横山町三丁目（現日本橋横山町、ごく一部のみ東日本橋）
- 橘町一丁目、橘町二丁目、橘町三丁目、橘町四丁目、米沢町一丁目、米沢町二丁目、米沢町三丁目、村松町、若松町、薬研堀町、矢ノ倉町、吉川町、元柳町、新柳町（現東日本橋）
- 浜町一丁目、浜町二丁目、浜町三丁目（現日本橋浜町）
- 中洲町（現日本橋中洲）
- 通一丁目、通二丁目、通三丁目、通四丁目、本材木町一丁目、本材木町二丁目、元四日市町、万町、青物町、平松町、佐内町、川瀬石町、新右衛門町、箔屋町（現・日本橋三丁目）、榑正町（現・日本橋三丁目）、下槇町（現日本橋）
- 西河岸町、呉服町、元大工町、数寄屋町、檜物町、上槇町（現八重洲一丁目、日本橋）
- 兜町、坂本町、三代町（現日本橋兜町）
- 南茅場町、北島町一丁目、北島町二丁目、亀島町一丁目、亀島町二丁目（現日本橋茅場町

### 京橋区
- 因幡町
- 永島町
- 越前堀一丁目～二丁目
- 岡崎町一丁目～二丁目
- 桶町
- 加賀町
- 丸屋町
- 弓町
- 京橋水谷町
- 金六町
- 南金六町
- 具足町
- 元数寄屋町一丁目～四丁目
- 元島町
- 五郎兵衛町
- 宗十郎町
- 弥左衛門町
- 幸町
- 高代町
- 采女町
- 三十間堀一丁目～三丁目
- 山下町
- 山城町
- 出雲町
- 松屋町一丁目～三丁目
- 松川町
- 上柳原町
- 常磐町
- 畳町

- 新栄町一丁目～七丁目
- 新肴町
- 水谷町
- 川口町
- 大川端町
- 大富町
- 新富町一丁目～七丁目
- 滝山町
- 炭町
- 築地一丁目～四丁目
- 南小田原町一丁目～四丁目
- 竹川町
- 中橋広小路町
- 中橋和泉町
- 長沢町
- 南佐柄木町
- 南鞘町
- 南新堀町一丁目～三丁目
- 南鍛冶町
- 南伝馬町一丁目～三丁目
- 南鍋町一丁目～二丁目
- 八丁堀仲町
- 本八丁堀一丁目～五丁目
- 南八丁堀一丁目～三丁目
- 南飯田町
- 南本郷町
- 日吉町
- 日比谷町
- 入船町一丁目～八丁目

- 八官町
- 尾張町一丁目～二丁目
- 尾張町新地
- 北紺屋町
- 南紺屋町
- 西紺屋町
- 明石町
- 柳町
- 鈴木町
- 北槇町
- 南槇町
- 船松町
- 新船松町
- 鎗屋町
- 大鋸町
- 本材木町三丁目
- 南大工町
- 銀座一丁目～四丁目
- 木挽町一丁目～十丁目
- 本湊町
- 東湊町一丁目～二丁目
- 新湊町一丁目～七丁目
- 佃島
- 富島町
- 霊岸島浜町
- 霊岸島塩町
- 霊岸島四日市町
- 霊岸島銀町一丁目～二丁目

### 芝区
- 汐留町一丁目、汐留町二丁目（現東新橋）
- 日蔭町一丁目、日蔭町二丁目、新幸町、二葉町、烏森町、芝愛宕下町一丁目、芝愛宕下町二丁目、芝愛宕下町三丁目、芝愛宕下町四丁目、兼房町、桜田伏見町、芝愛宕町三丁目（現新橋）
- 芝口一丁目、芝口二丁目、芝口三丁目、源助町、露月町、柴井町（現東新橋、新橋）
- 南佐久間町一丁目、新桜田町、桜田太左衛門町、桜田久保町、桜田善右衛門町、桜田備前町、桜田鍛冶町、芝愛宕町二丁目（現西新橋）
- 南佐久間町二丁目、桜田本郷町、桜田和泉町、田村町（現新橋、西新橋）
- 芝愛宕町一丁目（現愛宕）
- 芝今入町、琴平町、葺手町、神谷町、桜川町、西久保明船町、西久保巴町、西久保城山町、西久保広町（現虎ノ門）
- 西久保八幡町（現虎ノ門、ごく一部が麻布台）
- 芝公園地、芝栄町（現芝公園）
- 宇田川横町、芝三島町、芝宮本町、芝七軒町、芝中門前町一丁目、芝中門前町二丁目、芝中門前町三丁目、芝片門前町一丁目、芝片門前町二丁目、芝土手跡町（現芝大門）
- 芝浜松町一丁目、芝浜松町二丁目、芝浜松町三丁目、芝浜松町四丁目、神明町（現浜松町、芝大門）
- 芝新網町、芝湊町（現浜松町）
- 宇田川町（現東新橋、新橋、浜松町、芝大門）
- 芝新銭座町（現東新橋、浜松町）
- 芝浜崎町（現海岸一丁目）
- 芝金杉一丁目、芝金杉二丁目、芝金杉三丁目、芝金杉四丁目、芝金杉川口町、芝金杉浜町、芝松本町、芝新堀町、芝西応寺町、芝田町一丁目、芝田町二丁目、芝田町三丁目、芝横新町、本芝一丁目、本芝二丁目、本芝三丁目、本芝四丁目、本芝材木町、本芝下タ町、本芝入横町、三田四国町、三田同朋町（現芝）
- 芝金杉新浜町（現芝浦）
- 芝新門前町、芝赤羽町、芝田町五丁目、芝田町六丁目、芝田町七丁目、芝田町八丁目、芝田町九丁目、三田小山町、三田綱町、三田一丁目、三田二丁目、三田三丁目、三田四丁目、三田功運町、三田台町一丁目、三田台町二丁目、三田台裏町、三田豊岡町、三田南寺町、三田北寺町（現三田）
- 芝通新町、芝田町四丁目（現芝、三田）
- 芝車町、三田君塚町、下高輪町、高輪南町、高輪北町、高輪台町、高輪西台町、白金丹波町（現高輪）
- 芝伊皿子町、三田松坂町（現三田、高輪）
- 三田老増町（現白金）
- 芝二本榎一丁目、芝二本榎二丁目、芝二本榎本町、白金志田町（現高輪、白金）
- 白金台町一丁目、白金台町二丁目（現白金台）
- 芝二本榎西町、白金猿町（現高輪、白金台）

### 麻布区
- 飯倉町一丁目、飯倉町二丁目（現麻布台）
- 飯倉町五丁目、飯倉町六丁目（現東麻布）
- 飯倉町三丁目、飯倉町四丁目、麻布新網町一丁目、芝森元町一丁目、芝森元町二丁目、芝森元町三丁目（現麻布台、東麻布）
- 芝北新門前町（現東麻布、ごく一部が三田）
- 麻布宮下町、麻布網代町、麻布坂下町（現麻布十番）
- 麻布新網町二丁目（現東麻布、麻布十番）
- 麻布霞町（現西麻布、ごく一部は六本木）
- 麻布笄町（現西麻布、ごく一部は南青山）
- 麻布富士見町、麻布盛岡町、麻布東町、麻布竹谷町、麻布新堀町、麻布田島町、麻布新笄町（現南麻布）
- 麻布広尾町（現麻布十番、南麻布、ごく一部が三田、白金）
- 麻布西町（現元麻布）
- 麻布山元町（現麻布十番、元麻布）
- 麻布一本松町（現元麻布、ごく一部が麻布十番）
- 麻布三軒家町（現西麻布、元麻布）
- 麻布本村町（現元麻布、南麻布）
- 麻布仲ノ町、麻布市兵衛町二丁目、麻布谷町、麻布箪笥町、麻布今井町、麻布三河台町、麻布鳥居坂町、麻布東鳥居坂町、麻布六本木町、麻布北日ヶ窪町、麻布材木町、麻布龍土町（現六本木）
- 麻布我善坊町（現麻布台、ごく一部は六本木）
- 麻布市兵衛町一丁目（現六本木、ごく一部は虎ノ門）
- 麻布新龍土町（現六本木、ごく一部は南青山）
- 飯倉片町（現六本木、麻布台）
- 麻布南日ヶ窪町（現六本木、麻布十番）
- 麻布桜田町（現六本木、西麻布、元麻布）
- 麻布宮村町（現六本木、麻布十番、元麻布）
- 飯倉狸穴町（現麻布狸穴町、麻布台、麻布十番）
- 麻布永坂町（現麻布永坂町、麻布十番、六本木、ごく一部が麻布狸穴町）
- 渋谷上広尾町、渋谷下広尾町、渋谷広尾町（現渋谷区広尾）

### 赤坂区
- 元赤坂町
- 赤坂一ツ木町
- 赤坂榎町
- 赤坂新坂町
- 赤坂新町一丁目～五丁目
- 赤坂台町
- 赤坂丹後町
- 赤坂仲ノ町

- 赤坂田町一丁目～七丁目
- 赤坂氷川町
- 赤坂表町一丁目～赤坂表町四丁目
- 赤坂福吉町
- 赤坂裏町一丁目～三丁目
- 溜池葵町
- 溜池榎坂町
- 溜池霊南坂町

- 青山権田原町
- 青山高樹町
- 青山三筋町一丁目～二丁目
- 青山南町一丁目～七丁目
- 青山北町一丁目～七丁目
- 青山六軒町
- 渋谷宮益町
- 渋谷神原町

### 四谷区
- 四谷愛住町、四谷荒木町、四谷坂町、四谷左門町、四谷須賀町、四谷舟町（以上は現存。ただし四谷坂町以外「四谷」の冠称は廃止）
- 四谷塩町一丁目（現四谷本塩町）
- 四谷箪笥町、四谷北伊賀町、四谷新堀江町（現四谷三栄町）
- 四谷伝馬町一丁目、四谷伝馬町新一丁目、四谷伝馬町二丁目、四谷伝馬町三丁目、四谷尾張町、四谷仲町一丁目、四谷忍町、四谷塩町二丁目、四谷塩町三丁目、四谷永住町（現四谷）
- 四谷南伊賀町、四谷寺町、四谷仲町二丁目、四谷仲町三丁目、鮫河橋谷町一丁目、鮫河橋谷町二丁目（現若葉）
- 四谷南寺町（現須賀町）
- 四谷東信濃町（現信濃町、ごく一部は南元町）
- 四谷平長町、千駄ヶ谷西信濃町（現信濃町、霞ヶ丘町、霞岳町）
- 元鮫河橋町（現南元町、若葉）
- 元鮫河橋南町（現南元町）
- 四谷右京町、四谷大番町（現大京町）
- 千駄ヶ谷大番町（現大京町、霞ヶ丘町）
- 千駄ヶ谷甲賀町、千駄ヶ谷一丁目（現霞ヶ丘町）
- 千駄ヶ谷二丁目、千駄ヶ谷三丁目、千駄ヶ谷仲町一丁目、千駄ヶ谷仲町二丁目（現渋谷区千駄ヶ谷一〜六丁目、代々木一丁目）

### 牛込区
- 牛込榎町
- 牛込東榎町
- 牛込南榎町
- 牛込横寺町
- 牛込改代町
- 牛込岩戸町
- 牛込喜久井町
- 牛込原町一丁目～三丁目
- 牛込細工町
- 牛込山吹町
- 牛込若松町
- 牛込三十人町
- 牛込水道町
- 牛込西五軒町
- 牛込東五軒町
- 牛込赤城下町
- 牛込赤城元町
- 牛込早稲田町
- 牛込早稲田北町
- 牛込早稲田南町
- 牛込若宮町
- 牛込袋町
- 牛込築地町

- 牛込箪笥町
- 牛込北町
- 牛込仲町
- 牛込南町
- 牛込津久戸前町
- 牛込筑土八幡町
- 牛込神楽町一丁目～三丁目
- 牛込肴町
- 牛込通寺町
- 牛込上宮比町
- 牛込下宮比町
- 牛込天神町
- 牛込中里町
- 牛込北山伏町
- 牛込南山伏町
- 牛込二十騎町
- 牛込納戸町
- 牛込馬場下町
- 牛込白銀町
- 牛込払方町
- 牛込弁天町
- 牛込矢来町
- 牛込揚場町

- 牛込高田町
- 牛込破損町
- 牛込下戸塚町
- 市ヶ谷河田町
- 市ヶ谷加賀町一丁目～二丁目
- 市ヶ谷甲良町
- 市ヶ谷左内坂町
- 市ヶ谷船河原町
- 市ヶ谷砂土原町一丁目～三丁目
- 市ヶ谷山伏町
- 市ヶ谷七軒町
- 市ヶ谷鷹匠町
- 市ヶ谷谷町
- 市ヶ谷仲ノ町
- 市ヶ谷長延寺谷町
- 市ヶ谷田町一丁目～四丁目
- 市ヶ谷八幡町
- 市ヶ谷冨久町
- 市ヶ谷片町
- 市ヶ谷本村町
- 市ヶ谷薬王寺前町
- 市ヶ谷柳町
- 大久保余丁町

### 小石川区
- 小石川諏訪町、小石川新諏訪町（現後楽）
- 西江戸川町、小日向武島町（現水道）
- 小石川江戸川町（現後楽、水道）
- 小日向水道端町一丁目、小日向水道端町二丁目（現水道、小日向）
- 小日向水道町（現水道、小日向、ごく一部は音羽）
- 小石川春日町（現春日、本郷）
- 小石川西富坂町、小石川大門町、小石川金富町（現春日）
- 小石川町（現後楽、春日）
- 小石川大和町（現後楽、春日、ごく一部は水道）
- 小石川水道町（現春日、水道）
- 小石川下富坂町、小石川上富坂町、小石川中富坂町、小石川餌差町、小石川初音町（現小石川）
- 小石川仲町（現春日、ごく一部は小石川）
- 小石川表町（現小石川、ごく一部は春日）
- 小石川柳町（現小石川、西片）
- 小石川指ヶ谷町、小石川白山前町（現白山）
- 小石川掃除町、小石川戸崎町、小石川久堅町（現小石川、白山）
- 小石川林町、小石川大原町、小石川宮下町、小石川丸山町、巣鴨仲町、巣鴨原町一丁目、巣鴨原町二丁目（現千石）
- 小石川原町（現白山、千石）
- 巣鴨駕籠町（現本駒込、ごく一部は千石）
- 小石川大塚町、小石川大塚坂下町、小石川大塚仲町、小石川大塚上町、小石川大塚辻町（現大塚）
- 小石川大塚窪町（現小石川、大塚）
- 小日向茗荷谷町、小日向清水谷町、小日向三軒町、小日向台町一丁目、小日向台町二丁目（現小日向）
- 小石川同心町、小日向第六天町（現春日、小日向）
- 小日向台町三丁目（現小日向、音羽）
- 小石川竹早町（現小石川、ごく一部は小日向）
- 音羽一丁目、音羽二丁目、音羽六丁目、音羽七丁目、音羽八丁目、音羽九丁目（現音羽）
- 音羽三丁目（現音羽、ごく一部は目白台）
- 音羽四丁目、西青柳町（現音羽、目白台）
- 音羽五丁目（現音羽、ごく一部は小日向）
- 桜木町（現音羽、ごく一部は関口、小日向）
- 東青柳町（現大塚、音羽）
- 小日向東古川町、小日向西古川町、小日向松ヶ枝町、小日向町、関口水道町、関口駒井町（現関口）
- 高田老松町、高田豊川町、雑司ヶ谷町（現目白台）
- 関口町、関口台町（現関口、目白台）
- 新小川町一丁目、新小川町二丁目、新小川町三丁目（現新宿区新小川町）
- 巣鴨町一丁目、巣鴨町二丁目、巣鴨町三丁目、巣鴨町四丁目（現豊島区巣鴨）

### 本郷区
- 本郷一丁目～六丁目
- 本郷弓町一丁目～二丁目
- 本郷元町一丁目～二丁目
- 本郷菊坂町
- 本郷春木町一丁目～三丁目
- 本郷春木町本富士町
- 本郷金助町
- 本郷台町
- 本郷森川町
- 本郷真砂町
- 本郷東竹町
- 本郷西竹町
- 本郷東片町
- 本郷西片町
- 本郷田町
- 湯島一丁目
- 湯島四丁目～六丁目

- 湯島新花町
- 湯島新花三組町
- 湯島切通町
- 湯島切通坂町
- 湯島天神町一丁目～三丁目
- 湯島天神町天神下同朋町
- 湯島天神町梅園町
- 湯島両門町
- 丸山新町
- 丸山福山町
- 駒込千駄木町
- 駒込千駄木坂下町
- 駒込千駄木林町
- 駒込吉祥寺町
- 駒込肴町
- 駒込曙町
- 駒込上富士前町

- 駒込浅嘉町
- 駒込追分町
- 駒込富士前町
- 駒込片町
- 駒込蓬莱町
- 根津宮永町
- 根津須賀町
- 根津西須賀町
- 根津清水町
- 根津八重垣町
- 根津片町
- 根津藍染町
- 妻恋町
- 龍岡町
- 向ヶ丘弥生町

### 下谷区
- 下谷御徒町一丁目、下谷御徒町二丁目、下谷二長町、下谷竹町、下谷公園地（現台東）
- 下谷仲御徒町一丁目、下谷仲御徒町二丁目、下谷仲御徒町三丁目、下谷仲御徒町四丁目、下谷長者町一丁目、下谷長者町二丁目、下谷坂町、下谷同朋町、下谷数寄屋町、下谷町一丁目、下谷町二丁目、上野南大門町、上野東黒門町、上野西黒門町、上野町一丁目、上野町二丁目、上野広小路町、上野三橋町、上野北大門町、上野元黒門町、上野山下町（現上野）
- 下谷御徒町三丁目、下谷西町、下谷北稲荷町、下谷万年町一丁目（現東上野）
- 下谷車坂町、下谷上車坂町、下谷下車坂町（現上野、東上野）
- 下谷南稲荷町（現東上野、元浅草）
- 下谷万年町二丁目、下谷新坂本町、下谷山伏町（現北上野）
- 下谷茅町一丁目、下谷茅町二丁目、池ノ端七軒町、谷中清水町（現池之端）
- 池ノ端仲町（現池之端、上野）
- 上野公園地（現上野公園）
- 五條町（現上野、上野公園）
- 上野花園町（現池之端、上野公園）
- 下谷坂本裏町、下谷箪笥町、下谷善養寺町（現下谷）
- 下谷豊住町（現上野、下谷）
- 下谷坂本町一丁目、下谷坂本町二丁目（現下谷、北上野）
- 下谷坂本町三丁目、下谷坂本町四丁目（現下谷、入谷）
- 下谷金杉上町（現下谷、竜泉、入谷）
- 下谷金杉下町（現根岸、竜泉、三ノ輪）
- 下谷三ノ輪町（現根岸、三ノ輪、日本堤）
- 下谷原宿町（現三ノ輪）
- 上野桜木町（現上野桜木、ごく一部は上野公園、根岸）
- 谷中坂町、谷中初音町一丁目、谷中初音町二丁目、谷中初音町三丁目、谷中初音町四丁目、谷中茶屋町、谷中真島町、谷中三崎町、谷中上三崎南町、谷中上三崎北町、谷中町、谷中片町、谷中七面前町（現谷中）
- 練塀町（現秋葉原、千代田区神田練塀町）
- 下谷通新町（現荒川区南千住）

### 浅草区
- 浅草新平右衛門町
- 浅草上平右衛門町
- 浅草下平右衛門町
- 浅草茅町一丁目～二丁目
- 浅草榊町
- 浅草森田町
- 浅草新森田町
- 浅草御蔵前片町
- 浅草新片町
- 浅草旅籠町一丁目～二丁目
- 浅草新旅籠町
- 浅草須賀町
- 浅草新須賀町
- 浅草瓦町
- 浅草福井町一丁目～三丁目
- 浅草新福井町
- 浅草猿屋町
- 浅草新猿屋町
- 浅草町
- 浅草東町
- 浅草北元町
- 浅草南元町
- 浅草北富坂町
- 浅草南富坂町
- 浅草福富町
- 浅草新福富町
- 浅草老松町
- 浅草元鳥越町
- 浅草西鳥越町
- 浅草小島町

- 浅草北三筋町
- 浅草西三筋町
- 浅草東三筋町
- 浅草栄久町
- 浅草八幡町
- 浅草三好町
- 浅草黒船町
- 浅草諏訪町
- 浅草寿町
- 浅草森下町
- 浅草三間町
- 浅草駒形町
- 浅草材木町
- 浅草並木町
- 浅草茶屋町
- 浅草東仲町
- 浅草西仲町
- 浅草北東仲町
- 浅草田原町一丁目～三丁目
- 浅草北田原町三丁目
- 浅草高原町
- 浅草阿倍川町
- 浅草北松山町
- 浅草南松山町
- 浅草七軒町
- 浅草永住町
- 浅草北清島町
- 浅草南清島町
- 浅草神吉町
- 浅草松葉町

- 浅草松清町
- 浅草田島町
- 浅草柴崎町
- 浅草新谷町
- 浅草新畑町
- 浅草馬道町一丁目～八丁目
- 浅草花川戸町
- 浅草山ノ宿町
- 浅草金龍山下瓦町
- 浅草聖天町
- 浅草聖天横町
- 浅草山川町
- 浅草田町一丁目～二丁目
- 浅草象潟町
- 浅草五十間町
- 浅草今戸町
- 浅草橋場町
- 浅草亀岡町一丁目～三丁目
- 浅草吉野町
- 浅草山谷町
- 浅草清川町
- 浅草石浜町
- 浅草橋場町
- 浅草元吉町
- 浅草光月町
- （浅草公園地）
- 新吉原江戸町一丁目～二丁目
- 新吉原揚屋町
- 新吉原角町
- 新吉原京町一丁目～二丁目
- 向柳原町一丁目～二丁目
- 猿若町一丁目～三丁目

### 本所区
- 本所元町
- 本所藤代町
- 本所横網町一丁目～二丁目
- 本所亀沢町一丁目～二丁目
- 本所小泉町
- 本所松阪町一丁目～二丁目
- 本所相生町一丁目～五丁目
- 本所千歳町
- 本所松井町一丁目～三丁目
- 本所林町一丁目～三丁目
- 本所徳右衛門町
- 本所菊川町一丁目～二丁目
- 本所緑町一丁目～五丁目
- 本所花町
- 本所入江町
- 本所永倉町
- 本所長崎町
- 本所長岡町
- 本所清水町

- 本所吉田町
- 本所吉岡町
- 本所三笠町
- 本所北二葉町
- 本所南二葉町
- 本所五ノ橋町
- 本所若宮町
- 本所北新町
- 本所松倉町一丁目～二丁目
- 本所横川町
- 本所太平町一丁目～二丁目
- 本所錦糸町
- 本所柳原町一丁目～三丁目
- 本所茅場町一丁目～三丁目
- 本所花月町
- 南本所石原町
- 南本所外手町
- 南本所東町
- 南本所瓦町

- 南本所荒井町
- 南本所番場町
- 北本所荒井町
- 北本所番場町
- 北本所表町
- 中之郷原庭町
- 中之郷竹町
- 中之郷元町
- 中之郷瓦町
- 中之郷八軒町
- 中之郷横川町
- 亀戸町
- 小梅業平町
- 小梅瓦町
- 新小梅町
- 柳島町
- 柳島横川町

### 深川区
- 深川永代町
- 深川佐賀町一丁目～二丁目
- 深川松賀町
- 深川小松町
- 深川相川町
- 深川熊井町
- 深川富吉町
- 深川諸町
- 深川福住町
- 深川伊沢町
- 深川一色町
- 深川松村町
- 深川黒江町
- 深川中島町
- 深川大島町
- 深川上大島町
- 深川下大島町
- 深川蛤町一丁目～二丁目
- 深川富岡門前仲町
- 深川富岡公園地
- 深川富岡門前山本町
- 深川富岡門前町
- 深川富岡門前東仲町
- 深川今川町
- 深川中川町
- 深川堀川町
- 深川大住町
- 深川富田町
- 深川東永代町
- 深川西永代町

- 深川永堀町
- 深川大和町
- 深川亀久町
- 深川亀住町
- 深川冬木町
- 深川萬年町一丁目～二丁目
- 深川材木町
- 深川数矢町
- 深川鶴歩町
- 深川島田町
- 深川木場町
- 深川入船町
- 深川扇町
- 深川茂森町
- 深川和倉町
- 深川清住町
- 深川伊勢崎町
- 深川霊岸町
- 深川東平野町
- 深川西平野町
- 深川東大工町
- 深川西大工町
- 深川仲大工町
- 深川裏大工町
- 深川山本町
- 深川西永町
- 深川吉永町
- 深川久永町
- 深川島崎町
- 深川三好町

- 深川扇橋町一丁目～二丁目
- 深川元加賀町
- 深川東元町
- 深川西元町
- 深川八名川町
- 深川安宅町
- 深川御船蔵前町
- 深川東六間堀町
- 深川西六間堀町
- 深川常盤町一丁目～二丁目
- 深川東森下町
- 深川西森下町
- 深川牡丹町
- 深川石島町
- 深川末広町
- 深川猿江町
- 深川猿江裏町
- 深川泉養寺町
- 深川東町
- 深川西町
- 深川東扇橋町
- 深川富川町
- 深川豊住町
- 深川洲崎町
- 深川平富町一丁目～二丁目
- 深川佃町
- 深川越中島町
- 深川平久町一丁目～二丁目
- 深川北松代町一丁目～四丁目
- 越中島新田

※他に京橋区は島嶼部も管轄していた。

## 明治22年（1889年）の15区
| 区名     | 構成区域 | のちに新設された町名                                                                                                   | 区域外となった町名 | 備考（現在の区名） |
| -------- | --- | --- | --- | ------------------ |
| 麹町区   | 旧麹町区 | なし | なし | 千代田区           |
| 神田区   | 旧神田区 | なし | なし | 千代田区           |
| 日本橋区 | 旧日本橋区 | なし | なし | 中央区             |
| 京橋区   | 旧京橋区 | なし | なし | 中央区             |
| 芝区     | 旧芝区の一部、荏原郡白金村の一部 | 白金三光町、白金今里町                                                                                                 | 白金村、白金猿町→荏原郡大崎村（のちの大崎町）                                                                                                   | 港区               |
| 麻布区   | 旧麻布区の一部、南豊島郡下渋谷村、原宿村の各一部 | （不明） | 麻布広尾町の一部、渋谷上広尾町の一部、渋谷下広尾町、渋谷広尾町→南豊島郡渋谷村（のちの渋谷町）                                                   | 港区 渋谷区        |
| 赤坂区   | 旧赤坂区の一部、南豊島郡原宿村の一部 | （不明） | 渋谷神原町、青山南町七丁目、青山北町七丁目、渋谷宮益町→南豊島郡渋谷村（のちの渋谷町）                                                           | 港区 渋谷区        |
| 四谷区   | 旧四谷区、南豊島郡千駄ヶ谷村の一部 | 四谷西信濃町、四谷霞ヶ岳町、四谷内藤町                                                                                 | なし | 新宿区             |
| 牛込区   | 旧牛込区、南豊島郡早稲田村（1880年に小石川区新小川町一丁目、新小川町二丁目、新小川町三丁目を編入）                                                               | 早稲田鶴巻町、神楽河岸                                                                                                 | なし | 新宿区             |
| 小石川区 | 旧小石川区の一部、北豊島郡小石川村、雑司ヶ谷村、巣鴨村、高田村の各一部                                                                                           | 小石川氷川下町、白山御殿町                                                                                             | 巣鴨町一丁目、巣鴨町二丁目、巣鴨町三丁目、巣鴨町四丁目、小石川大塚辻町飛地→北豊島郡巣鴨町 高田豊川町、雑司ヶ谷町→北豊島郡高田村（のちの高田町） | 文京区 練馬区      |
| 本郷区   | 旧本郷区、北豊島郡下駒込村、日暮里村の各一部 | 駒込動坂町、駒込神明町                                                                                                 | なし | 文京区 荒川区      |
| 下谷区   | 旧下谷区の一部、北豊島郡谷中村の全域、金杉村、坂本村、三ノ輪村、竜泉寺村、下谷竜泉町、下駒込村、日暮里村、千束村の各一部                                         | 下谷入谷町、下谷竜泉寺町、下谷上根岸町、下谷中根岸町、下谷下根岸町、谷中天王寺町                                       | 下谷通新町→北豊島郡南千住町 | 台東区 荒川区      |
| 浅草区   | 旧浅草区、北豊島郡今戸地方、山谷町地方の全域、千束村、橋場町地方、坂本村の各一部                                                                                 | 浅草千束町一丁目、浅草千束町二丁目、浅草千束町三丁目、浅草玉姫町、浅草田中町                                           | なし | 台東区             |
| 本所区   | 旧本所区の一部、南葛飾郡南本所出村の全域、須崎村、押上村、小梅村、請地村、中ノ郷村、柳島村、北本所出村、亀戸村、八右衛門新田、深川本村、六間堀出村の各一部       | 中之郷横川町、向島小梅町、向島須崎町、向島押上町、向島中之郷町、向島請地町、中之郷業平町、押上町、柳島元町、柳島梅森町 | 本所亀戸町、本所瓦町、本所五ノ橋町、本所松代町四丁目→南葛飾郡亀戸村（のちの亀戸町）                                                             | 墨田区             |
| 深川区   | 旧深川区の一部、南葛飾郡海辺新田、千田新田、毛利新田、石小田新田の全域、深川本村、猿江村、亀戸村、大島村、八右衛門新田、永代新田、平井新田、久左衛門新田の各一部 | 深川古石場町、深川本村町、深川海辺町、深川千田町、深川東平井町、深川西平井町                                           | 深川下大島町の全域、深川上大島町の一部→南葛飾郡大島村（のちの大島町）                                                                           | 江東区             |

※この一覧における「地方」の読みは「ぢかた」である。